# El laberinto español
El laberinto español es un ensayo del escritor e hispanista inglés Gerald Brenan, publicado originalmente con el título de The Spanish Labyrinth: An Account of the Social and Political Background of the Spanish Civil War en 1943.

## Temática
Se trata de un ensayo sobre el contexto histórico, político, social y económico previo a la guerra civil española.
El laberinto español está considerado como una obra valiosa para los estudios de historia contemporánea de España.

## Ediciones
Fue publicado por primera vez en 1943 por la editorial Cambridge University Press y ha sido reimprimido en múltiples ocasiones desde entonces. 
La edición de 1993 tiene un prólogo extenso a cargo de Raymond Carr, donde se asegura que el libro ha sido considerado, por algunos medios como el Chicago Sunday Tribune, "como uno de los estudios políticosociales más brillantes en muchos años" y como "la esencia de España" por el Manchester Guardian. El propio Carr calificó al libro como “una revelación para mi generación" añadiendo: “lo que es destacable sobre el relato de Brenan es la limpieza que le ha permitido superar la prueba del tiempo ... este relato sigue siendo asombrosamente imparcial".